# 馬都拉語

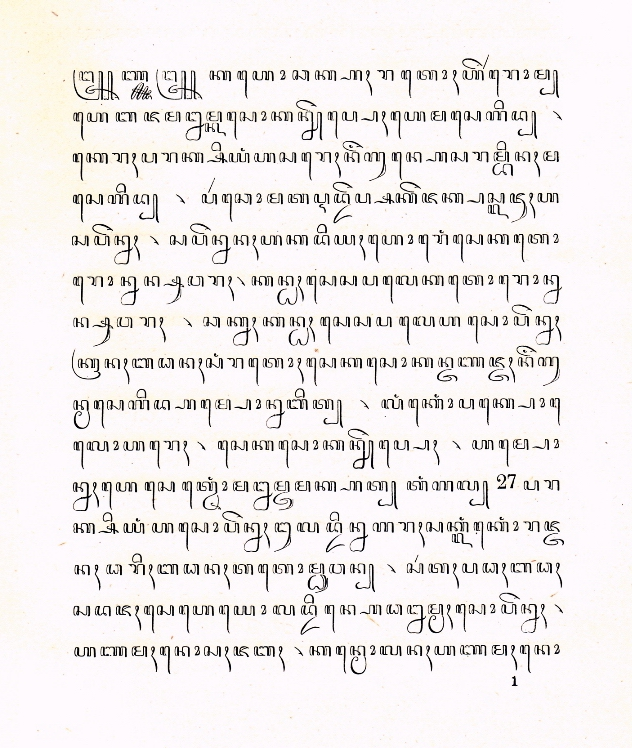
用爪哇文書寫的馬都拉語

馬都拉語(Madhura, Basa Mathura)是印度尼西亞東爪哇省馬都拉人講的語言，使用者在八百萬人到一千三百萬人之間。東爪哇省的馬都拉島是該語言的主要使用地區，在薩普迪群島（Sapudi Islands）和康厄安群島（Kangean Islands ）的居民亦使用這種語言，但康厄安方言被認為是一種獨立的語言，而不是馬都拉語的方言。這種語言傳統上是使用爪哇文書寫，但現在更普遍的使用拉丁字母書寫。

## 語言特徵
馬都拉語有濁輔音和送氣、不送氣的清輔音，因此它的輔音數量比周邊的語言要多。名詞沒有文法意義上的性別，通過雙寫來構成複數。它的基本句序是SVO(主語－謂語－賓語)，這和漢語、英語等語言一樣。將否定詞置於動詞、形容詞或名詞短句前就可以構成否定句，但是否定的類型不同所需要的否定詞亦不同。

## 常用詞
- 男人: lalake
- 女人:	babine
- 是的: iya
- 不是的: enja
- 水: aeng
- 太陽: are
- 三: tello'
- 我: sengko'
- 你: be'en

## 外部連結
1. ↑  Hammarström, Harald; Forkel, Robert; Haspelmath, Martin; Bank, Sebastian (编). . . Jena: Max Planck Institute for the Science of Human History. 2016.